# Cantone di Bas-en-Basset
Il Cantone di Bas-en-Basset è una divisione amministrativa dell'Arrondissement di Yssingeaux.
A seguito della riforma approvata con decreto del 17 febbraio 2014, che ha avuto attuazione dopo le elezioni dipartimentali del 2015, è passato da 6 a 9 comuni.

## Composizione
I 6 comuni facenti parte prima della riforma del 2014 erano:
- Bas-en-Basset
- Boisset
- Malvalette
- Saint-Pal-de-Chalencon
- Tiranges
- Valprivas

Dal 2015 i comuni appartenenti al cantone sono i seguenti 9:
- Bas-en-Basset
- Beauzac
- Boisset
- Malvalette
- Retournac
- Saint-André-de-Chalencon
- Solignac-sous-Roche
- Tiranges
- Valprivas